# Alopoglossus festae
Alopoglossus festae är en ödleart som beskrevs av  Mario Giacinto Peracca 1904. Alopoglossus festae ingår i släktet Alopoglossus och familjen Alopoglossidae. Inga underarter finns listade i Catalogue of Life. Denna art förekommer i Ecuador och sydvästra Colombia  (Valle del Cauca) mellan 10 och 770 meters höjd.